# Тіаміс
Тіаміс (грец. Θύαμις), інші назви — Глікис (Γλυκύς) або Каламас (Καλαμάς), — річка в регіоні Епір у Греції. Впадає в Іонічне море. Довжина річки — 115 км., площа басейну — 1900 м², басейн річки на 99 % розташований на території Греції. Назви регіону Чамерія (грецькою Цамурія) та народності Чам походять від назви річки.
У Стародавній Греції річка згадувалась як межа між Теспротісом і Кестріном. Про це згадували у своїх працях Павсаній, Суда і Птолемей .
Деякі вчені епохи Відродження припускали, що британська річка Темза отримала свою назву від річки Тіаміс, оскільки вважалося, що ранні кельтські племена мігрували з регіону Епіру до Англії. Хоча це переконання вплинуло на сучасне написання назви англійської річки, воно більше не вважається достовірним.

## Географія

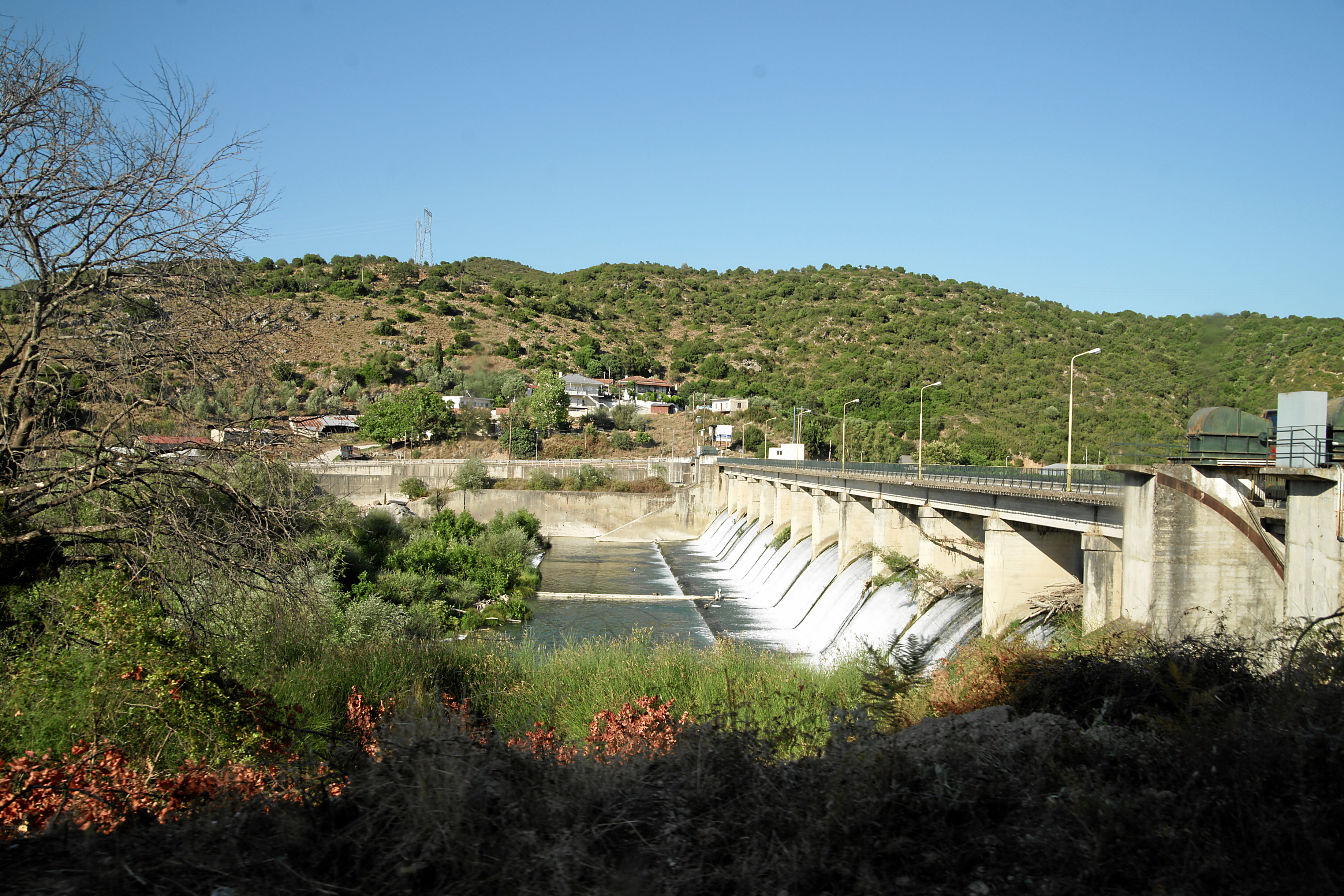
Гідроелектростанція на річці Тіаміс у Теспротії

Витік річки знаходиться біля села Калпакі, у північно-західній частині ному (адміністративної одиниці) Яніна. Річка тече спочатку на південь, повертаючи біля Соулопуло на південний захід. Біля Вросіни вона приймає притоку Тірію  і повертає на захід біля Кіпаріссо в Теспротії, де розташована гребля гідроелектростанції. Впадає в Іонічне море біля села Кестріні між Ігуменицею та Сагіадою, неподалік від кордону з Албанією .
У міжвоєнний період 20-го століття у дельті та басейні Тіаміса  були розпорошені невеликі албанськомовні села. Порівняно більші грецькі села розташовувались на пагорбах північніше. 

## Екологічний стан
Тіаміс утворює дельту у місці впадіння в Іонічне море, на північ від Ігумениці. Дельта Тіаміса відома своєю багатою флорою, і служить місцем відпочинку та харчування для мігруючих птахів.
Річка, однак, десятиліттями страждала від деградації довкілля через неконтрольовану діяльність людини (сільськогосподарська діяльність, міські відходи та промислові стоки, відсутність плану управління та погана координація компетентних органів для її захисту).

## Зовнішні посилання
- Грецькі подорожі - річка Тіаміс